# Dabrony
Dabrony es un pueblo ubicado en el distrito de Devecser, en el condado de Veszprém, Hungría.

## Superficie
Posee una superficie de 17,00 kilómetros cuadrados.

## Demografía
Hasta 2019 la población era de 363 habitantes, con una densidad de población de 21,35 habitantes por kilómetro cuadrado.